# Bekő Balázs
Bekő Balázs (Budapest, 1971. december 15. –) magyar bajnok labdarúgó, edző.

## Statisztika

### Edzőként
| Csapat        | –tól                | –ig                  | Statisztika | Statisztika | Statisztika | Statisztika | Statisztika | Statisztika | Statisztika | Statisztika |
| Csapat        | –tól                | –ig                  | M           | GY          | D           | V           | RG          | KG          | GK          | GY %        |
| ------------- | ------------------- | -------------------- | ----------- | ----------- | ----------- | ----------- | ----------- | ----------- | ----------- | ----------- |
| Budaörsi SC   | 2012. augusztus 18. | 2013. június 15.     | 32          | 20          | 4           | 8           | 61          | 30          | +31         | 62,5%       |
| Kecskeméti TE | 2013. július 28.    | 2015. május 30.      | 63          | 19          | 17          | 27          | 68          | 99          | –31         | 30,1%       |
| Diósgyőri VTK | 2015. július 18.    | 2015. december 12.   | 20          | 5           | 5           | 10          | 20          | 31          | –11         | 25%         |
| Győri ETO     | 2016. április 11.   | 2017. szeptember 26. | 42          | 32          | 2           | 8           | 97          | 31          | +66         | 76,2%       |
| Összesítve    | Összesítve          | Összesítve           | 157         | 76          | 28          | 53          | 246         | 191         | +55         | 48,4%       |

Minden tétmérkőzést számítva
Utolsó elszámolt mérkőzés dátuma: 2017. június 4.

## Sikerei, díjai

### Másodedzőként
Videoton FC:
- Magyar labdarúgó-bajnokság (első osztály) bajnok: 2010–11